# 佐野奈津子
佐野 奈津子（さの なつこ、1975年1月24日 - ）は長崎県出身の日本の柔道家。現役時代は66kg級と70kg級の選手。身長171cm。なお、48kg級で活躍していた長井淳子とはいとこにあたる。

## 人物
三井楽中学から柳川高校へ進むと、1年の時には早くも先輩の松永真里子や国吉真子らとともに、金鷲旗での優勝に貢献した。新設されたインターハイ女子団体戦決勝の夙川学院高校戦では1年生ながら代表戦に出場して、同じく1年生の吉田早希と対戦するが判定で敗れて2位に終わった。全国高校選手権の66kg級では優勝を飾った。2年の時には金鷲旗で2連覇を果たした。インターハイの団体戦では予選リーグで夙川学院高校と同じブロックに入ってしまったこともあって、得失点差で決勝トーナメントに進めなかった。強化選手選考会では決勝で筑波大学3年の大石愛子に敗れたが2位となった。全国高校選手権では2連覇を果たした。3年の金鷲旗では2年後輩となる超高校級の1年生の阿武教子らとともに活躍して3連覇を達成した。インターハイの団体戦でも優勝を成し遂げた。しかし、世界ジュニアでは3位にとどまった。
1993年には筑波大学へ進学すると、1年の時に東アジア大会で3位となった。その後はケガなどの影響もあってしばらく結果を残せずにいた。4年の時には全国女子体重別で3位になると、福岡国際で2位、フランス国際でも3位に入るなど復調してきた。
1997年には塩谷建設の所属となると、選抜体重別では決勝まで進むも、住友海上の木本奈美に敗れて世界選手権代表にはなれなかった。アジア選手権でも2位にとどまった。福岡国際の70kg級では3位だった。1999年1月の福岡国際では優勝を飾った。12月の福岡国際では3位だった。2000年の選抜体重別では3位にとどまりシドニーオリンピック代表にはなれなかった。
引退後は美容師の国家資格を得た。その後結婚して末廣姓となり、大分県国東市で夫とともに漁師をしている。

## 主な戦績
66kg級での戦績
- 1990年　- 金鷲旗　優勝
- 1990年　- インターハイ　団体戦　2位
- 1991年　- 全国高校選手権　優勝
- 1991年　- 金鷲旗　優勝
- 1991年　- ドイツジュニア国際　優勝
- 1991年　- 強化選手選考会　2位
- 1992年　- 全国高校選手権　優勝
- 1992年　- イギリス国際　優勝
- 1992年　- 金鷲旗　優勝
- 1992年　- インターハイ　団体戦　優勝
- 1992年　- ポーランドジュニア国際　優勝
- 1992年　- 世界ジュニア　3位
- 1992年　- 強化選手選考会　3位
- 1993年　- 東アジア大会　3位
- 1995年　- 全日本学生柔道優勝大会　3位
- 1996年　- 全国女子体重別　3位
- 1996年　- 福岡国際　2位
- 1997年　- フランス国際　3位
- 1997年　- 選抜体重別　2位
- 1997年　- アジア選手権　2位

70kg級での戦績
- 1997年　- 福岡国際 3位
- 1998年　- 全国女子体重別　3位
- 1999年1月　- 福岡国際 優勝
- 1999年　- フランス国際　5位
- 1999年12月　- 福岡国際 3位
- 2000年　- オーストリア国際　2位
- 2000年　- 選抜体重別　3位

(出典、JudoInside.com)